# 渡辺武達
渡辺 武達（わたなべ たけさと、1944年6月23日- 2025年4月6日）は、日本の社会学者。専攻は、ジャーナリズムの倫理・国際コミュニケーション論。同志社大学名誉教授。

## 来歴
愛知県中島郡（現在の稲沢市）出身。同志社大学文学部英文学科卒業。同大学院文学研究科修士課程新聞学専攻修了。京都産業大学教授を経て、1990年より同志社大学文学部新聞学科教授、2001年同社会学部メディア学科教授。2015年定年退任、名誉教授。2001年ハーバード大学客員研究員。
2025年4月6日死去。80歳没。

## 人物
- 新聞等での発信多数。また、日本マス・コミュニケーション学会理事、日本セイシェル協会理事長、関西テレビ放送番組審議会委員長などを務めている。
- 大学の同僚である浅野健一とは犬猿の仲で、週刊誌に浅野のスキャンダルを流したとして提訴され、かつ浅野の定年延長を阻止したとして再度提訴されている[3]。
- 言論の自由は、民衆が政府を監視するのが目的であり、その目的を外れた言論が、何を言っても良い訳ではないとする信念を持つ[要出典]。
- 杉原千畝を尊敬している。杉原の行為に関して、NHKが放送した渡部昇一の見解を批判した[要出典]。
- 歴史修正主義を繰り返し批判しており、1995年に起きた、マルコポーロ事件に関して、事件の当事者であった文藝春秋社を繰り返し批判している他、交友のあった左翼護憲派の木村愛二をも厳しく批判している[要出典]。
- 2005年4月、重信メイを、同大学大学院社会学研究科メディア学専攻（博士課程）に招き、入学させた[要出典]。
- 2004年同志社大学メディア・コミュニケーション研究センターを設立し代表となったが、2006年以後活動はしておらず、大学のサイトにもリンクはない。

## 著作
- 『ジャパリッシュのすすめ 日本人の国際英語』朝日選書 1983
- 『市民社会のパラダイム 情報変革のために』市民文化社 1987
- 『メディア・トリックの社会学　テレビは「真実」を伝えているか』世界思想社 1995
- 『テレビー「やらせ」と「情報操作」 テレポリティクスーテレビが社会を動かす現代 テレビはわれわれに何を見せているのだろうか。』三省堂選書 1995
- 『メディア・リテラシー 情報を正しく読み解くための知恵』ダイヤモンド社 1997
- 『メディアと情報は誰のものか 民衆のコミュニケーション権からの発想』潮出版社(潮ライブラリー) 2000
- 『市民社会と情報変革』第三文明社 2001
- 『マスコミの英語　業界用語の意味と使い方』ノヴァ 2003
- 『グローバル化と英語革命 ジャパリッシュのすすめ』論創社 2004
- 『メディアへの希望 積極的公正中立主義からの提言』論創社　2012

## 共編著
- 『メディア学の現在』岡満男、山口功二共編 改訂版 世界思想社 1997
- 『メディア用語を学ぶ人のために』山口功二共編 世界思想社 1999
- 『聖教新聞の読み方 創価学会・機関紙のエネルギー源を探る』（編）三五館 2000
- 『メディアの法理と社会的責任』松井茂記共編 ミネルヴァ書房(叢書現代のメディアとジャーナリズム 第3巻) 2004
- 『メディア用語基本事典』山口功二,野原仁共編 世界思想社 2011

## 翻訳
- オルガスムの機能 ウィルヘルム・ライヒ 太平出版 1970－73 (著作集 1)
- ジャーナリズムの倫理 マイケル・クロネンウエッター 新紀元社 1993
- メディアと権力 情報学と社会環境の革変を求めて ジェームズ・カラン 論創社 2007
- 自由で責任あるメディア マスメディア(新聞・ラジオ・映画・雑誌・書籍)に関する一般報告書 米国プレスの自由調査委員会報告書 論創社 2008.10
- メディア・アカウンタビリティと公表行為の自由 デニス・マクウェール 論創社 2009.11